# Germany's Next Topmodel (mùa 1)
Germany's Next Topmodel, Mùa 1 là mùa đầu tiên của Germany's Next Topmodel (thường được viết tắt là GNTM) được phát sóng trên mạng lưới truyền hình Đức ProSieben. Chương trình bắt đầu phát sóng vào ngày 25 tháng 1 năm 2006 với 12 cô gái trong cuộc thi.
Mùa đầu tiên đã sao chép nhiều ý tưởng chụp ảnh từ America's Next Top Model, đặc biệt là từ mùa đầu tiên. Nó cũng đã đi với gần ba tập phim với loại trừ kép với các thí sinh. Chương trình được tổ chức bởi siêu mẫu hàng đầu thế giới Heidi Klum. Các điểm đến quốc tế cho mùa này là New York, Los Angeles và Paris.
Người chiến thắng của mùa giải này là Lena Gercke, 17 tuổi từ Cloppenburg. Cô giành được:
- 1 hợp đồng người mẫu với IMG Models ở Paris
- 1 hợp đồng với ProSiebenSat.1 Media
- Lên ảnh bìa tạp chí Cosmopolitan
- 1 hợp đồng quảng cáo cho OuiSet và Windows Live
- 1 chiếc Lancia Ypsilon

Cô cũng đã trở thành một người mẫu thành công sau chương trình và là host của Austria's Next Topmodel.
IMG Models quản lý người chiến thắng và cũng quản lý á quân và á quân 2 trong một năm.

## Các thí sinh

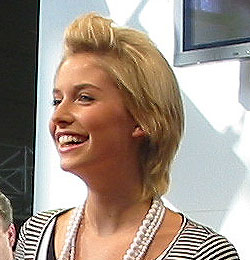
Lena Gercke, quán quân Germany's Next Topmodel, mùa thi 1

(Tuổi tính từ ngày dự thi)
| Thí sinh           | Tuổi | Chiều cao               | Quê quán          | Bị loại ở | Hạng               |
| ------------------ | ---- | ----------------------- | ----------------- | --------- | ------------------ |
| Anne Mühlmeier     | 17   | 1,75 m (5 ft 9 in)      | Stuttgart         | Tập 2     | 12-11              |
| Andrea Lichtenberg | 19   | 1,78 m (5 ft 10 in)     | Bergisch Gladbach | Tập 2     | 12-11              |
| Céline Roscheck    | 22   | 1,82 m (5 ft 11+1⁄2 in) | Viên, Áo          | Tập 3     | 10 (dừng cuộc thi) |
| Rahel Krüger       | 20   | 1,70 m (5 ft 7 in)      | Kiel              | Tập 3     | 9                  |
| Micaela Schäfer    | 22   | 1,75 m (5 ft 9 in)      | Berlin            | Tập 4     | 8                  |
| Luise Mikulla      | 16   | 1,71 m (5 ft 7+1⁄2 in)  | Potsdam           | Tập 5     | 7                  |
| Lena Meier         | 19   | 1,80 m (5 ft 11 in)     | Nuremberg         | Tập 6     | 6-5                |
| Charlotte Offeney  | 18   | 1,83 m (6 ft 0 in)      | Hanover           | Tập 6     | 6-5                |
| Janina Ortmann     | 20   | 1,73 m (5 ft 8 in)      | Corfu, Hy Lạp     | Tập 8     | 4                  |
| Jennifer Wanderer  | 17   | 1,78 m (5 ft 10 in)     | Kulmbach          | Tập 10    | 3                  |
| Yvonne Schröder    | 17   | 1,74 m (5 ft 8+1⁄2 in)  | Frankfurt         | Tập 10    | 2                  |
| Lena Gercke        | 17   | 1,78 m (5 ft 10 in)     | Cloppenburg       | Tập 10    | 1                  |

## Thứ tự gọi tên
| Thứ tự | Tập       | Tập       | Tập       | Tập       | Tập       | Tập       | Tập             | Tập      | Tập      | Tập     | Tập |
| Thứ tự | 1         | 2         | 3         | 4         | 5         | 6         | 7               | 8        | 10       | 10      |     |
| ------ | --------- | --------- | --------- | --------- | --------- | --------- | --------------- | -------- | -------- | ------- | --- |
| 1      | Lena M.   | Lena G.   | Jennifer  | Jennifer  | Jennifer  | Lena G.   | Lena G.         | Lena G.  | Yvonne   | Lena G. |     |
| 2      | Janina    | Charlotte | Luise     | Yvonne    | Charlotte | Jennifer  | Janina          | Jennifer | Lena G.  | Yvonne  |     |
| 3      | Andrea    | Luise     | Janina    | Lena M.   | Yvonne    | Janina    | Jennifer Yvonne | Yvonne   | Jennifer |         |     |
| 4      | Lena G.   | Jennifer  | Lena M.   | Lena G.   | Lena M.   | Yvonne    | Jennifer Yvonne | Janina   |          |         |     |
| 5      | Jennifer  | Yvonne    | Charlotte | Luise     | Janina    | Lena M.   |                 |          |          |         |     |
| 6      | Rahel     | Céline    | Lena G.   | Charlotte | Lena G.   | Charlotte |                 |          |          |         |     |
| 7      | Charlotte | Lena M.   | Yvonne    | Janina    | Luise     |           |                 |          |          |         |     |
| 8      | Luise     | Rahel     | Micaela   | Micaela   |           |           |                 |          |          |         |     |
| 9      | Micaela   | Janine    | Rahel     |           |           |           |                 |          |          |         |     |
| 10     | Céline    | Micaela   | Céline    |           |           |           |                 |          |          |         |     |
| 11     | Anne      | Anne      |           |           |           |           |                 |          |          |         |     |
| 12     | Yvonne    | Andrea    |           |           |           |           |                 |          |          |         |     |

     Thí sinh bị loại
     Thí sinh dừng cuộc thi
     Thí sinh không bị loại khi rơi vào cuối bảng
     Thí sinh ban đầu bị loại nhưng được cứu
     Thí sinh chiến thắng cuộc thi
- Thứ tự gọi tên chỉ lần lượt từng người an toàn

### Buổi chụp hình
- Tập 2: Đồ lót Victoria's Secret trên tòa nhà chọc trời ở New York
- Tập 3: Ảnh chân dung vẻ đẹp với nhện hoặc rắn
- Tập 4: Ảnh chân dung trắng đen vẻ đẹp tự nhiên
- Tập 5: Tạo dáng dưới nước
- Tập 6: Phong cách "We will rock you"
- Tập 7: Sơn da báo lên người
- Tập 8: Áo tắm trên không trung
- Tập 9: Tay đua xe đường phố; Ảnh bìa tạp chí Cosmopolitan
- Tập 10: Ảnh chân dung biểu cảm